# 二結 (礁溪鄉)
二結，是台灣宜蘭縣礁溪鄉與宜蘭市交界地帶的一個傳統地域名稱，位於礁溪鄉西南部與宜蘭市東北部。相較於今日行政區，其範圍大致包括礁溪鄉二結村東南部，以及宜蘭市梅洲里東北大半部、北津里。

## 歷史
台灣清治末期，二結地區為一街庄，稱為「二結庄」，隸屬於四圍堡。該庄東北與匏杓崙庄、大陂庄、一結庄為鄰，東邊一小段與辛仔罕庄為鄰，東南隔宜蘭河與宜蘭街為界，西南邊為新城庄、枕頭山庄，西北邊為蕃地。
1901年（日治明治三十四年）11月，廢縣廳改設二十廳，該庄隸屬於宜蘭廳，編入第二區。1905年（明治三十八年）7月，第二區改名「四圍區」。1909年（明治四十二年）10月，合併二十廳為十二廳，該庄仍隸屬於宜蘭廳。1920年（大正九年），廢十二廳改設五州二廳，該庄改制為「二結」大字，隸屬於臺北州宜蘭郡礁溪庄。1940年10月宜蘭街升格為宜蘭市，二結的東南部併入宜蘭市。
戰後礁溪庄改制為礁溪鄉，宜蘭市改制為縣轄市，均隸屬於臺北縣；大字則分別改制為村與里。1950年10月，北、基、宜分治，礁溪鄉、宜蘭市均改隸屬於宜蘭縣。

## 聚落
本地區發展較早的聚落有二結、三結等，在日治期初期的官方地圖上已有記載。此外，本地區尚有畚箕湖、刺仔崙、新店等聚落。

## 交通
縣道192號是龍潭至大福的道路，其西側端點位於本地區東北部梅洲二路（鄉道宜5線）路口。由此向東南大致沿邊界而行，出境後可前往一結南部、辛子罕、五間、土圍、上福並止於省道台2線路口。
鄉道宜5線（大坡路二段、梅洲二路、枕山路）是湯圍至結頭份的道路，大致以東北—西南走向到達本地區東北部邊界，轉西北沿邊界而行約100公尺，再轉西北西再轉南南西離開本地區。由該道路向東北可前往龍潭、四結、柴圍、林尾、礁溪市區並止於市區北側的中山路二段（省道台9線舊線）路口，向南南西可前往枕頭山、結頭分西北部、內員山並止於省道台7丁線路口。
鄉道宜5-2線（大坡路二段、梅洲一路、慈航路）是龍潭湖至慶和的道路，大致以西北—東南走向轉東北—西南走向再轉西北—東南走向經過本地區東南部。由該道路向西北轉東北再轉北北西可前往龍潭湖南側並止於環湖道路路口，向東南過宜蘭河慶和橋可達環河路。
鄉道宜15線（雪峰路）是一結至鎮平的道路，其東北側端點位於本地區東南部平原地區的東北側邊界上縣道192號路口。由此向西南經鄉道宜5-2線後出境，可前往新城地區鎮平聚落西北側並止於省道台7丁線路口。

## 文化資產
- 宜蘭磚窯（縣定古蹟）